# New York Nets 1968-1969
La stagione 1968-69 dei New York Nets fu la 2ª nella ABA per la franchigia.
I New York Nets arrivarono quinti nella Eastern Division con un record di 17-61, non qualificandosi per i play-off.

## Roster
| N° | Naz.                   | Ruolo | Sportivo          | Anno | Alt. | Peso |
| -- | ---------------------- | ----- | ----------------- | ---- | ---- | ---- |
| 3  | Stati Uniti (bandiera) | G     | Bobby Lloyd       | 1946 | 188  | 83   |
| 4  | Stati Uniti (bandiera) | GA    | Walt Simon        | 1939 | 198  | 91   |
| 9  | Stati Uniti (bandiera) | AC    | Ollie Darden      | 1944 | 201  | 107  |
| 9  | Stati Uniti (bandiera) | AC    | Manny Leaks       | 1945 | 203  | 102  |
| 10 | Stati Uniti (bandiera) | C     | Tom Hoover        | 1941 | 206  | 104  |
| 10 | Stati Uniti (bandiera) | AC    | Stew Johnson      | 1944 | 203  | 100  |
| 10 | Stati Uniti (bandiera) | A     | Ken Wilburn       | 1944 | 198  | 88   |
| 11 | Stati Uniti (bandiera) | AC    | Hank Whitney      | 1939 | 201  | 104  |
| 20 | Stati Uniti (bandiera) | C     | Dan Anderson      | 1943 | 208  | 104  |
| 20 | Stati Uniti (bandiera) | A     | Randy Mahaffey    | 1945 | 201  | 95   |
| 22 | Stati Uniti (bandiera) | G     | Steve Chubin      | 1944 | 188  | 91   |
| 22 | Stati Uniti (bandiera) | GA    | Maurice McHartley | 1942 | 191  | 84   |
| 22 | Stati Uniti (bandiera) | G     | Ron Perry         | 1943 | 191  | 86   |
| 27 | Stati Uniti (bandiera) | A     | Tony Koski        | 1946 | 203  | 98   |
| 27 | Stati Uniti (bandiera) | A     | Leary Lentz       | 1945 | 198  | 91   |
| 27 | Stati Uniti (bandiera) | G     | Bob Verga         | 1945 | 185  | 86   |
| 30 | Stati Uniti (bandiera) | AC    | Will Frazier      | 1942 | 201  | 95   |
| 32 | Stati Uniti (bandiera) | AC    | Tommie Bowens     | 1940 | 203  | 100  |
| 32 | Stati Uniti (bandiera) | GA    | Tony Jackson      | 1942 | 193  | 91   |
| 33 | Stati Uniti (bandiera) | G     | Willie Somerset   | 1942 | 173  | 77   |
| 33 | Stati Uniti (bandiera) | G     | Willie Worsley    | 1945 | 175  | 79   |
| 40 | Stati Uniti (bandiera) | GA    | Levern Tart       | 1942 | 188  | 88   |
| 42 | Stati Uniti (bandiera) | AC    | Rod Knowles       | 1946 | 206  | 98   |

## Staff tecnico
- Allenatore: Max Zaslofsky